# 喜马拉雅薹草
喜马拉雅薹草（学名：Carex nivalis）是莎草科薹草属的植物。分布在尼泊尔、阿富汗、锡金、中亚地区、克什米尔地区、喀喇昆化山区以及中国大陆的西藏西部、四川西部、云南西北部等地，生长于海拔3,500米至5,200米的地区，见于高山灌丛草地及云杉间草地，目前尚未由人工引种栽培。